# Adel Adili
Adel Mohamed Adili  (także Adel M Edeli arab. عادل محمد عادلي  ur. 6 września 1974) – libijski lekkoatleta, długodystansowiec, olimpijczyk.
Zawodnik dwukrotnie reprezentował swój kraj na igrzyskach olimpijskich: w 1996 w Atlancie, brał udział w biegu maratońskim, w którym zajął 88. miejsce (osiągnął czas 2:32:12), i w 2000 w Sydney, gdzie również uczestniczył w maratonie (nie ukończył).

## Rekordy życiowe
| Dystans         | Wynik (s) | Miejsce | Data              |
| --------------- | --------- | ------- | ----------------- |
| Bieg maratoński | 2:25:55   | Ateny   | 04 listopada 1996 |